# Élections municipales de 2021 dans Bécancour
Pour un article plus général, voir Élections municipales de 2021 dans le Centre-du-Québec.
Cet article concerne les élections municipales de 2021 dans le Centre-du-Québec dans la municipalité régionale de comté de Bécancour.

## Bécancour
|             | Élection (2017)                                                                          | Dissolution (2021) | Élection (2021)                                                                            |
| Maire       | Jean-Guy Dubois                                                                          | Jean-Guy Dubois    | Lucie Allard                                                                               |
| Conseillers | Fernand Croteau Raymond St-Onge Pierre Moras Mario Gagné Denis Vouligny Carmen L. Pratte |                    | Jasmine Hébert Guillaume Carignan Pierre Moras Annie Gauthier Marion Lamothe Pascal Doucet |

| Candidats pour la mairie                  | Vote  | %     |
| ----------------------------------------- | ----- | ----- |
| Lucie Allard                              | 2 040 | 40,12 |
| Karl Grondin                              | 1 993 | 39,19 |
| Denis Vouligny (Sortant d'un autre poste) | 999   | 19,65 |
| Blak D. Blackburn                         | 56    | 1,04  |

| Candidats conseiller #1 | Vote            | %               |
| ----------------------- | --------------- | --------------- |
| Jasmine Hébert          | Sans opposition | Sans opposition |

| Candidats conseiller #2 | Vote            | %               |
| ----------------------- | --------------- | --------------- |
| Guillaume Carignan      | Sans opposition | Sans opposition |

| Candidats conseiller #3 | Vote            | %               |
| ----------------------- | --------------- | --------------- |
| Pierre Moras (Sortant)  | Sans opposition | Sans opposition |

| Candidats conseiller #4 | Vote  | %     |
| ----------------------- | ----- | ----- |
| Annie Gauthier          | 4 518 | 94,72 |
| Miguel Bianco Tobal     | 252   | 5,28  |

| Candidats conseiller #5 | Vote  | %     |
| ----------------------- | ----- | ----- |
| Marion Lamothe          | 2 521 | 51,41 |
| Mario Guilbert          | 2 383 | 48,59 |

| Candidats conseiller #6    | Vote  | %     |
| -------------------------- | ----- | ----- |
| Pascal Doucet              | 3 172 | 64,38 |
| Carmen L. Pratte (Sortant) | 1 755 | 35,62 |

## Deschaillons-sur-Saint-Laurent
|             | Élection (2017)                                                                   | Dissolution (2021)                                                                | Élection (2021)                                                                            |
| Maire       | Christian Baril                                                                   | Christian Baril                                                                   | Christian Baril                                                                            |
| Conseillers | Daniel Demers Nancy Tousignant Robert Gendron Amélie Guay René Caron Annie Demers | Daniel Demers Nancy Tousignant Robert Gendron Amélie Guay René Caron Annie Demers | Valérie Giguère Andréanne Rouleau Robert Gendron Amélie Guay Chrystelle Balen Annie Demers |

| Candidats pour la mairie  | Vote            | %               |
| ------------------------- | --------------- | --------------- |
| Christian Baril (Sortant) | Sans opposition | Sans opposition |

| Candidats conseiller #1 | Vote            | %               |
| ----------------------- | --------------- | --------------- |
| Valérie Giguère         | Sans opposition | Sans opposition |

| Candidats conseiller #2 | Vote            | %               |
| ----------------------- | --------------- | --------------- |
| Andréanne Rouleau       | Sans opposition | Sans opposition |

| Candidats conseiller #3  | Vote            | %               |
| ------------------------ | --------------- | --------------- |
| Robert Gendron (Sortant) | Sans opposition | Sans opposition |

| Candidats conseiller #4 | Vote            | %               |
| ----------------------- | --------------- | --------------- |
| Amélie Guay (Sortante)  | Sans opposition | Sans opposition |

| Candidats conseiller #5 | Vote            | %               |
| ----------------------- | --------------- | --------------- |
| Chrystelle Balen        | Sans opposition | Sans opposition |

| Candidats conseiller #6 | Vote            | %               |
| ----------------------- | --------------- | --------------- |
| Annie Demers (Sortante) | Sans opposition | Sans opposition |

- Démission de Chrystelle Balen, conseillère #5, avant le 7 juin 2022[1].

- Démission d'Andréanne Rouleau, conseillère #2, le 9 août 2022[2].

- Élection de Quentin Kelhetter au poste de conseiller #2 et de Joanne Costo au poste de conseillère #5 avant le 6 septembre 2022[3].

| Candidats conseiller #2 | Vote | %   |
| ----------------------- | ---- | --- |
| Quentin Kelhetter       | n/d  | n/d |

| Candidats conseiller #5 | Vote | %   |
| ----------------------- | ---- | --- |
| Joanne Costo            | n/d  | n/d |

## Fortierville
|             | Élection (2017)                                                                         | Dissolution (2021)                                                                      | Élection (2021)                                                                     |
| Maire       | Julie Pressé                                                                            | Julie Pressé                                                                            | Julie Pressé                                                                        |
| Conseillers | Marc Lemay Michel Fortier Yannick Pressé Éric Guillot Sébastien Laplante James Kingston | Marc Lemay Michel Fortier Yannick Pressé Éric Guillot Sébastien Laplante James Kingston | Marc Lemay Michel Fortier Yannick Pressé Éric Guillot Maxime Guillot James Kingston |

| Candidats pour la mairie | Vote            | %               |
| ------------------------ | --------------- | --------------- |
| Julie Pressé (Sortante)  | Sans opposition | Sans opposition |

| Candidats conseiller #1 | Vote            | %               |
| ----------------------- | --------------- | --------------- |
| Marc Lemay (Sortant)    | Sans opposition | Sans opposition |

| Candidats conseiller #2  | Vote            | %               |
| ------------------------ | --------------- | --------------- |
| Michel Fortier (Sortant) | Sans opposition | Sans opposition |

| Candidats conseiller #3  | Vote            | %               |
| ------------------------ | --------------- | --------------- |
| Yannick Pressé (Sortant) | Sans opposition | Sans opposition |

| Candidats conseiller #4 | Vote            | %               |
| ----------------------- | --------------- | --------------- |
| Éric Guillot (Sortant)  | Sans opposition | Sans opposition |

| Candidats conseiller #5 | Vote            | %               |
| ----------------------- | --------------- | --------------- |
| Maxime Guillot          | Sans opposition | Sans opposition |

| Candidats conseiller #6  | Vote            | %               |
| ------------------------ | --------------- | --------------- |
| James Kingston (Sortant) | Sans opposition | Sans opposition |

## Lemieux
|             | Élection (2017)                                                                             | Dissolution (2021)                                                                          | Élection (2021)                                                                                        |
| Maire       | Jean-Louis Belisle                                                                          | Jean-Louis Belisle                                                                          | Jean-Louis Belisle                                                                                     |
| Conseillers | Josef Mathis Raymond Dumont Léo-Paul Côté Céleste Simard Myriam Bourgault Martin Blanchette | Josef Mathis Raymond Dumont Léo-Paul Côté Céleste Simard Myriam Bourgault Martin Blanchette | Mathieu Dorion-Bélisle Marc Côté Sauvé Léo-Paul Côté Céleste Simard Myriam Bourgault Martin Blanchette |

| Candidats pour la mairie     | Vote            | %               |
| ---------------------------- | --------------- | --------------- |
| Jean-Louis Belisle (Sortant) | Sans opposition | Sans opposition |

| Candidats conseiller #1 | Vote            | %               |
| ----------------------- | --------------- | --------------- |
| Mathieu Dorion-Bélisle  | Sans opposition | Sans opposition |

| Candidats conseiller #2 | Vote            | %               |
| ----------------------- | --------------- | --------------- |
| Marc Côté Sauvé         | Sans opposition | Sans opposition |

| Candidats conseiller #3 | Vote            | %               |
| ----------------------- | --------------- | --------------- |
| Léo-Paul Côté (Sortant) | Sans opposition | Sans opposition |

| Candidats conseiller #4   | Vote            | %               |
| ------------------------- | --------------- | --------------- |
| Céleste Simard (Sortante) | Sans opposition | Sans opposition |

| Candidats conseiller #5     | Vote            | %               |
| --------------------------- | --------------- | --------------- |
| Myriam Bourgault (Sortante) | Sans opposition | Sans opposition |

| Candidats conseiller #6     | Vote            | %               |
| --------------------------- | --------------- | --------------- |
| Martin Blanchette (Sortant) | Sans opposition | Sans opposition |

## Manseau
|             | Élection (2017)                                                                            | Dissolution (2021)                                                                     | Élection (2021)                                                                                 |
| Maire       | Guy St-Pierre                                                                              | Guy St-Pierre                                                                          | Guy St-Pierre                                                                                   |
| Conseillers | Marc Bolduc Tommy Gagné-Dubé Richard Beaulac Jonathan Sylvestre Suzanne Vachon Katy Paquet | Marc Bolduc Tommy Gagné-Dubé Vacant Jonathan Sylvestre Suzanne Vachon Jean-René Dubois | Marilyne Côté Tommy Gagné-Dubé Renée Laventure Jonathan Sylvestre Suzanne Vachon Raphaël Ayotte |

| Candidats pour la mairie | Vote            | %               |
| ------------------------ | --------------- | --------------- |
| Guy St-Pierre (Sortant)  | Sans opposition | Sans opposition |

| Candidats conseiller #1 | Vote            | %               |
| ----------------------- | --------------- | --------------- |
| Marilyne Côté           | Sans opposition | Sans opposition |

| Candidats conseiller #2    | Vote            | %               |
| -------------------------- | --------------- | --------------- |
| Tommy Gagné-Dubé (Sortant) | Sans opposition | Sans opposition |

| Candidats conseiller #3 | Vote            | %               |
| ----------------------- | --------------- | --------------- |
| Renée Laventure         | Sans opposition | Sans opposition |

| Candidats conseiller #4      | Vote            | %               |
| ---------------------------- | --------------- | --------------- |
| Jonathan Sylvestre (Sortant) | Sans opposition | Sans opposition |

| Candidats conseiller #5   | Vote            | %               |
| ------------------------- | --------------- | --------------- |
| Suzanne Vachon (Sortante) | Sans opposition | Sans opposition |

| Candidats conseiller #6 | Vote            | %               |
| ----------------------- | --------------- | --------------- |
| Raphaël Ayotte          | Sans opposition | Sans opposition |

- Démission de Marilyne Côté, conseillère #1, le 27 juin 2022[4].

- Entrée au conseil de Marie-Laure Bélanger à titre de conseillère #1 dès la séance du 26 septembre 2022[5].

| Candidats conseiller #1 | Vote | %   |
| ----------------------- | ---- | --- |
| Marie-Laure Bélanger    | n/d  | n/d |

## Parisville
|             | Élection (2017)                                                                                          | Dissolution (2021)                                                                                          | Élection (2021)                                                                                     |
| Maire       | Maurice Grimard                                                                                          | Maurice Grimard                                                                                             | René Guimond                                                                                        |
| Conseillers | René Guimond Dany Boucher Jean-François Bienvenue Marie-Blanche L'Hérault Sylvain Paris Carole Plamondon | René Guimond Dany Boucher Jean-François Bienvenue Marie-Blanche L'Hérault Jason Tousignant Carole Plamondon | Cathy Michel Dany Boucher Jean-François Bienvenue Samuel Castonguay Jason Tousignant Daniel Brisson |

| Candidats pour la mairie                | Vote            | %               |
| --------------------------------------- | --------------- | --------------- |
| René Guimond (Sortant d'un autre poste) | Sans opposition | Sans opposition |

| Candidats conseiller #1 | Vote            | %               |
| ----------------------- | --------------- | --------------- |
| Cathy Michel            | Sans opposition | Sans opposition |

| Candidats conseiller #2 | Vote            | %               |
| ----------------------- | --------------- | --------------- |
| Dany Boucher (Sortant)  | Sans opposition | Sans opposition |

| Candidats conseiller #3           | Vote            | %               |
| --------------------------------- | --------------- | --------------- |
| Jean-François Bienvenue (Sortant) | Sans opposition | Sans opposition |

| Candidats conseiller #4 | Vote            | %               |
| ----------------------- | --------------- | --------------- |
| Samuel Castonguay       | Sans opposition | Sans opposition |

| Candidats conseiller #5    | Vote            | %               |
| -------------------------- | --------------- | --------------- |
| Jason Tousignant (Sortant) | Sans opposition | Sans opposition |

| Candidats conseiller #6 | Vote            | %               |
| ----------------------- | --------------- | --------------- |
| Daniel Brisson          | Sans opposition | Sans opposition |

- Démission de Daniel Brisson, conseiller #6, le 12 mars 2023[6].

- Entrée en fonction de Mathieu Perreault-Soucy au poste de conseiller #6 lors de la séance du 2 mai 2023[7].

| Candidats conseiller #6 | Vote | %   |
| ----------------------- | ---- | --- |
| Mathieu Perreault-Soucy | n/d  | n/d |

## Saint-Pierre-les-Becquets
|             | Élection (2017)                                                                         | Dissolution (2021)                                                                      | Élection (2021)                                                                                        |
| Maire       | Éric Dupont                                                                             | Éric Dupont                                                                             | Éric Dupont                                                                                            |
| Conseillers | Claude Durand Jean-Lorrain Lafond Yvon Potvin Gilles Marchand Ronald Bond Renald Paquin | Claude Durand Jean-Lorrain Lafond Yvon Potvin Gilles Marchand Ronald Bond Renald Paquin | Claude Durand Jean-Lorrain Lafond Yvon Potvin Gilles Marchand Michaël Tousignant Louis-Vincent Legault |

| Candidats pour la mairie | Vote            | %               |
| ------------------------ | --------------- | --------------- |
| Éric Dupont (Sortant)    | Sans opposition | Sans opposition |

| Candidats conseiller #1 | Vote            | %               |
| ----------------------- | --------------- | --------------- |
| Claude Durand (Sortant) | Sans opposition | Sans opposition |

| Candidats conseiller #2       | Vote            | %               |
| ----------------------------- | --------------- | --------------- |
| Jean-Lorrain Lafond (Sortant) | Sans opposition | Sans opposition |

| Candidats conseiller #3 | Vote            | %               |
| ----------------------- | --------------- | --------------- |
| Yvon Potvin (Sortant)   | Sans opposition | Sans opposition |

| Candidats conseiller #4   | Vote            | %               |
| ------------------------- | --------------- | --------------- |
| Gilles Marchand (Sortant) | Sans opposition | Sans opposition |

| Candidats conseiller #5 | Vote | %     |
| ----------------------- | ---- | ----- |
| Michaël Tousignant      | 197  | 53,53 |
| Ronald Bond (Sortant)   | 171  | 46,47 |

| Candidats conseiller #6 | Vote | %     |
| ----------------------- | ---- | ----- |
| Louis-Vincent Legault   | 238  | 64,67 |
| Dominic Beaudoin        | 130  | 35,33 |

## Saint-Sylvère
|             | Élection (2017)                                                                             | Dissolution (2021)                                                                          | Élection (2021)                                                                                |
| Maire       | Adrien Pellerin                                                                             | Adrien Pellerin                                                                             | Sylvie Tanguay                                                                                 |
| Conseillers | Sylvie Tanguay Priska Kirouac Normand Dubois André Lauzière Robert Morissette Marc St-Louis | Sylvie Tanguay Priska Kirouac Normand Dubois André Lauzière Robert Morissette Marc St-Louis | Fannie Boisvert Éric Chassé Stéphane Leblanc Ghislain Deshaies Robert Morissette Marc St-Louis |

| Taux de participation :                | Taux de participation :                | Taux de participation :                | Taux de participation :                | Taux de participation :                | 64,1 % |
| Nombre de votes valides :              | Nombre de votes valides :              | Nombre de votes valides :              | Nombre de votes valides :              | Nombre de votes valides :              | 420    |
| Nombre de votes rejetées à la mairie : | Nombre de votes rejetées à la mairie : | Nombre de votes rejetées à la mairie : | Nombre de votes rejetées à la mairie : | Nombre de votes rejetées à la mairie : | 6      |
| Nombre d'électeurs inscrits :          | Nombre d'électeurs inscrits :          | Nombre d'électeurs inscrits :          | Nombre d'électeurs inscrits :          | Nombre d'électeurs inscrits :          | 665    |

| Candidats pour la mairie                   | Vote | %     |
| ------------------------------------------ | ---- | ----- |
| Sylvie Tanguay (Sortante d'un autre poste) | 248  | 59,05 |
| Claude Beaudoin                            | 172  | 40,95 |

| Candidats conseiller #1 | Vote            | %               |
| ----------------------- | --------------- | --------------- |
| Fannie Boisvert         | Sans opposition | Sans opposition |

| Candidats conseiller #2 | Vote            | %               |
| ----------------------- | --------------- | --------------- |
| Éric Chassé             | Sans opposition | Sans opposition |

| Candidats conseiller #3  | Vote | %     |
| ------------------------ | ---- | ----- |
| Stéphane Leblanc         | 210  | 50,97 |
| Normand Dubois (Sortant) | 202  | 49,03 |

| Candidats conseiller #4 | Vote            | %               |
| ----------------------- | --------------- | --------------- |
| Ghislain Deshaies       | Sans opposition | Sans opposition |

| Candidats conseiller #5     | Vote            | %               |
| --------------------------- | --------------- | --------------- |
| Robert Morissette (Sortant) | Sans opposition | Sans opposition |

| Candidats conseiller #6 | Vote | %     |
| ----------------------- | ---- | ----- |
| Marc St-Louis (Sortant) | 209  | 50,73 |
| Stéphane Trottier       | 203  | 49,27 |

- Départ de Stéphane Leblanc, conseiller #3, et de Robert Morissette, conseiller #5, avant le 21 février 2022[8].

- Départ de Ghislain Deshaies, conseiller #4, et de Robert Morissette, conseiller #5, avant le 21 février 2022[9].

- Entrée en fonction de Nathalie Émond au poste de conseillère #3 et d'André Casavant au poste de conseiller #4 dès la séance du 7 novembre 2022[10].

| Candidats conseiller #3 | Vote | %   |
| ----------------------- | ---- | --- |
| Nathalie Émond          | n/d  | n/d |

| Candidats conseiller #4 | Vote | %   |
| ----------------------- | ---- | --- |
| André Casavant          | n/d  | n/d |

- Suspension par la CMQ de Sylvie Tanguay, mairesse, le 11 janvier 2023, pour une durée de 90 jours, en raison d'un conflit d'intérêts[11]. Fannie Boisvert, conseillère #1, occupe la fonction de mairesse suppléante pendant l'intérim[12].

- Entrée en fonction de Yan Dagenais au poste de conseiller #5 dès la séance du 27 mars 2023[13].

| Candidats conseiller #5 | Vote | %   |
| ----------------------- | ---- | --- |
| Yan Dagenais            | n/d  | n/d |

- Suspension par la CMQ de Sylvie Tanguay, mairesse, le 11 janvier 2023, pour une durée de 90 jours, en raison d'un conflit d'intérêts[11]. Fannie Boisvert, conseillère #1, occupe la fonction de mairesse suppléante pendant l'intérim[12].

## Sainte-Cécile-de-Lévrard
|             | Élection (2017)                                                                            | Dissolution (2021)                                                                                   | Élection (2021)                                                                                      |
| Maire       | Simon Brunelle                                                                             | Simon Brunelle                                                                                       | Simon Brunelle                                                                                       |
| Conseillers | Éric Chastenay Carl Héon Pierre Carignan Michel Deshaies Jean-Marie Dionne Sébastien Lemay | Éric Chastenay Pierre-Luc Blanchet Pierre Carignan Michel Deshaies Jean-Marie Dionne Sébastien Lemay | Éric Chastenay Pierre-Luc Blanchet Pierre Carignan Michel Deshaies Jean-Marie Dionne Sébastien Lemay |

| Candidats pour la mairie | Vote            | %               |
| ------------------------ | --------------- | --------------- |
| Simon Brunelle (Sortant) | Sans opposition | Sans opposition |

| Candidats conseiller #1  | Vote            | %               |
| ------------------------ | --------------- | --------------- |
| Éric Chastenay (Sortant) | Sans opposition | Sans opposition |

| Candidats conseiller #2       | Vote            | %               |
| ----------------------------- | --------------- | --------------- |
| Pierre-Luc Blanchet (Sortant) | Sans opposition | Sans opposition |

| Candidats conseiller #3   | Vote            | %               |
| ------------------------- | --------------- | --------------- |
| Pierre Carignan (Sortant) | Sans opposition | Sans opposition |

| Candidats conseiller #4   | Vote            | %               |
| ------------------------- | --------------- | --------------- |
| Michel Deshaies (Sortant) | Sans opposition | Sans opposition |

| Candidats conseiller #5     | Vote            | %               |
| --------------------------- | --------------- | --------------- |
| Jean-Marie Dionne (Sortant) | Sans opposition | Sans opposition |

| Candidats conseiller #6   | Vote            | %               |
| ------------------------- | --------------- | --------------- |
| Sébastien Lemay (Sortant) | Sans opposition | Sans opposition |

## Sainte-Marie-de-Blandford
|             | Élection (2017)                                                                                     | Dissolution (2021)                                                                                      | Élection (2021)                                                                                         |
| Maire       | Ginette Deshaies                                                                                    | Ginette Deshaies                                                                                        | Ginette Deshaies                                                                                        |
| Conseillers | Pierre Sévigny Michel Beauchesne Lise Demers Yves Desrochers Christian Desrochers Donatien Beaulieu | Pierre Sévigny Michel Beauchesne Monique Fortier Yves Desrochers Christian Desrochers Donatien Beaulieu | Pierre Sévigny Michel Beauchesne Monique Fortier Yves Desrochers Christian Desrochers Donatien Beaulieu |

| Candidats pour la mairie    | Vote            | %               |
| --------------------------- | --------------- | --------------- |
| Ginette Deshaies (Sortante) | Sans opposition | Sans opposition |

| Candidats conseiller #1  | Vote            | %               |
| ------------------------ | --------------- | --------------- |
| Pierre Sévigny (Sortant) | Sans opposition | Sans opposition |

| Candidats conseiller #2     | Vote            | %               |
| --------------------------- | --------------- | --------------- |
| Michel Beauchesne (Sortant) | Sans opposition | Sans opposition |

| Candidats conseiller #3    | Vote            | %               |
| -------------------------- | --------------- | --------------- |
| Monique Fortier (Sortante) | Sans opposition | Sans opposition |

| Candidats conseiller #4   | Vote            | %               |
| ------------------------- | --------------- | --------------- |
| Yves Desrochers (Sortant) | Sans opposition | Sans opposition |

| Candidats conseiller #5        | Vote            | %               |
| ------------------------------ | --------------- | --------------- |
| Christian Desrochers (Sortant) | Sans opposition | Sans opposition |

| Candidats conseiller #6     | Vote            | %               |
| --------------------------- | --------------- | --------------- |
| Donatien Beaulieu (Sortant) | Sans opposition | Sans opposition |

## Sainte-Sophie-de-Lévrard
|             | Élection (2017)                                                                                        | Dissolution (2021)                                                                             | Élection (2021)                                                                                          |
| Maire       | Jean-Guy Beaudet                                                                                       | Jean-Guy Beaudet                                                                               | Jean-Guy Beaudet                                                                                         |
| Conseillers | Serge Turmel Jacqueline Lambert Sylvie Lambert Mathieu Fournier Danièle Gagnon Nancy Castonguay Demers | Serge Turmel Jacqueline Lambert Sylvie Lambert Mathieu Fournier Vacant Nancy Castonguay Demers | Serge Turmel Jacqueline Lambert Sylvie Lambert Mathieu Fournier Patrice Vaugeois Nancy Castonguay Demers |

| Taux de participation :                | Taux de participation :                | Taux de participation :                | Taux de participation :                | Taux de participation :                | 66,3 % |
| Nombre de votes valides :              | Nombre de votes valides :              | Nombre de votes valides :              | Nombre de votes valides :              | Nombre de votes valides :              | 401    |
| Nombre de votes rejetées à la mairie : | Nombre de votes rejetées à la mairie : | Nombre de votes rejetées à la mairie : | Nombre de votes rejetées à la mairie : | Nombre de votes rejetées à la mairie : | 2      |
| Nombre d'électeurs inscrits :          | Nombre d'électeurs inscrits :          | Nombre d'électeurs inscrits :          | Nombre d'électeurs inscrits :          | Nombre d'électeurs inscrits :          | 608    |

| Candidats pour la mairie   | Vote | %     |
| -------------------------- | ---- | ----- |
| Jean-Guy Beaudet (Sortant) | 225  | 56,11 |
| Mario Demers               | 176  | 43,89 |

| Candidats conseiller #1 | Vote            | %               |
| ----------------------- | --------------- | --------------- |
| Serge Turmel (Sortant)  | Sans opposition | Sans opposition |

| Candidats conseiller #2       | Vote            | %               |
| ----------------------------- | --------------- | --------------- |
| Jacqueline Lambert (Sortante) | Sans opposition | Sans opposition |

| Candidats conseiller #3   | Vote            | %               |
| ------------------------- | --------------- | --------------- |
| Sylvie Lambert (Sortante) | Sans opposition | Sans opposition |

| Candidats conseiller #4    | Vote            | %               |
| -------------------------- | --------------- | --------------- |
| Mathieu Fournier (Sortant) | Sans opposition | Sans opposition |

| Candidats conseiller #5 | Vote            | %               |
| ----------------------- | --------------- | --------------- |
| Patrice Vaugeois        | Sans opposition | Sans opposition |

| Candidats conseiller #6            | Vote            | %               |
| ---------------------------------- | --------------- | --------------- |
| Nancy Castonguay Demers (Sortante) | Sans opposition | Sans opposition |

- Démissions de Serge Turmel, conseiller #1, et de Mathieu Fournier, conseiller #4, annoncées lors de la séance du 5 juillet 2022[14].

- Élection sans opposition de Vanessa Robidas-Gravel au poste de conseillère #1 et de Mario Demers au poste de conseiller #4 le 23 octobre 2022[15].

| Candidats conseiller #1 | Vote            | %               |
| ----------------------- | --------------- | --------------- |
| Vanessa Robidas-Gravel  | Sans opposition | Sans opposition |

| Candidats conseiller #4 | Vote            | %               |
| ----------------------- | --------------- | --------------- |
| Mario Demers            | Sans opposition | Sans opposition |
| Claude Gagné            | n/d             | n/d             |

## Sainte-Françoise
|             | Élection (2017)                                                                            | Dissolution (2021)                                                                        | Élection (2021)                                                                          |
| Maire       | Mario Lyonnais                                                                             | Mario Lyonnais                                                                            | Mario Lyonnais                                                                           |
| Conseillers | Sylvain Pelletier Martin Beaulac Dominique Neault Alain Leblanc Yoland Neault Alain Bédard | Sylvain Pelletier Martin Beaulac Dominique Neault Alain Leblanc Yoland Neault Yvon Paulin | Sylvain Pelletier Chantal Séguin Louis Touchette Alain Leblanc Yoland Neault Yvon Paulin |

| Candidats pour la mairie | Vote            | %               |
| ------------------------ | --------------- | --------------- |
| Mario Lyonnais (Sortant) | Sans opposition | Sans opposition |

| Candidats conseiller #1     | Vote            | %               |
| --------------------------- | --------------- | --------------- |
| Sylvain Pelletier (Sortant) | Sans opposition | Sans opposition |

| Candidats conseiller #2 | Vote | %     |
| ----------------------- | ---- | ----- |
| Chantal Séguin          | 164  | 80,39 |
| Rosaire Villeneuve      | 40   | 19,61 |

| Candidats conseiller #3 | Vote            | %               |
| ----------------------- | --------------- | --------------- |
| Louis Touchette         | Sans opposition | Sans opposition |

| Candidats conseiller #4 | Vote            | %               |
| ----------------------- | --------------- | --------------- |
| Alain Leblanc (Sortant) | Sans opposition | Sans opposition |

| Candidats conseiller #5 | Vote            | %               |
| ----------------------- | --------------- | --------------- |
| Yoland Neault (Sortant) | Sans opposition | Sans opposition |

| Candidats conseiller #6 | Vote            | %               |
| ----------------------- | --------------- | --------------- |
| Yvon Paulin (Sortant)   | Sans opposition | Sans opposition |

- Départ d'Alain Leblanc, conseiller #4, avant le 20 décembre 2022[16].

- Élection sans opposition de Sébastien Paré au poste de conseiller #4 le 7 mai 2023[17].

| Candidats conseiller #4 | Vote            | %               |
| ----------------------- | --------------- | --------------- |
| Sébastien Paré          | Sans opposition | Sans opposition |